# Dạ hợp Bidoup
Dạ hợp Bidoup (tên khoa học: Magnolia bidoupensis) là một loài thực vật thuộc họ Magnoliaceae. Đây là loài đặc hữu của Việt Nam, được phát hiện tại Vườn quốc gia Bidoup Núi Bà, tỉnh Lâm Đồng.
Dạ hợp Bidoup mọc tự nhiên và hỗn giao trong rừng lá rộng, thường xanh ở độ cao từ 1.650 m tới 1.910 m. Đây là cây có thân gỗ nhỏ, đường kính thân từ 10 cm tới 18 cm; lá cứng, dày; hoa nhỏ, trắng và thơm.

## Hình ảnh

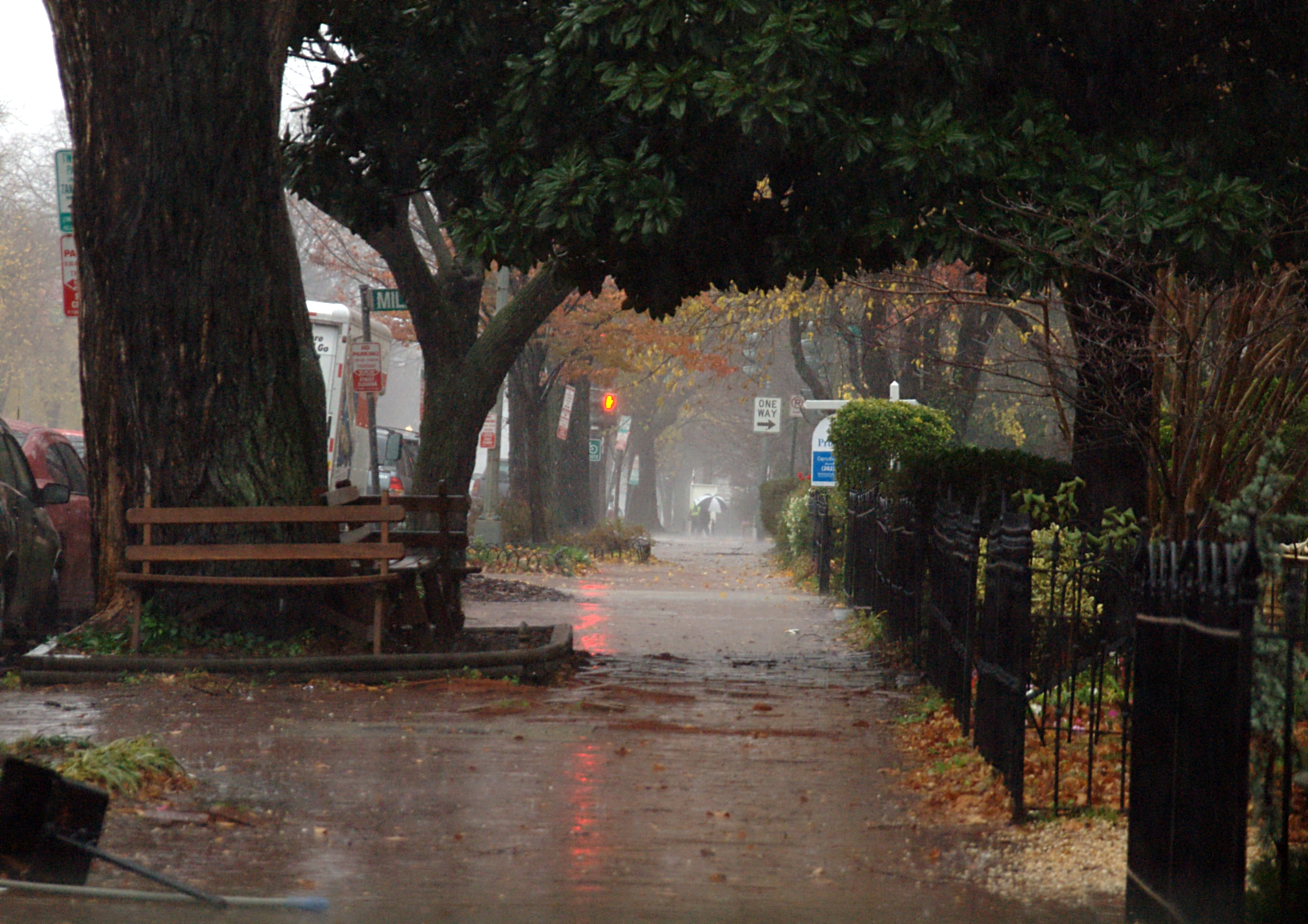
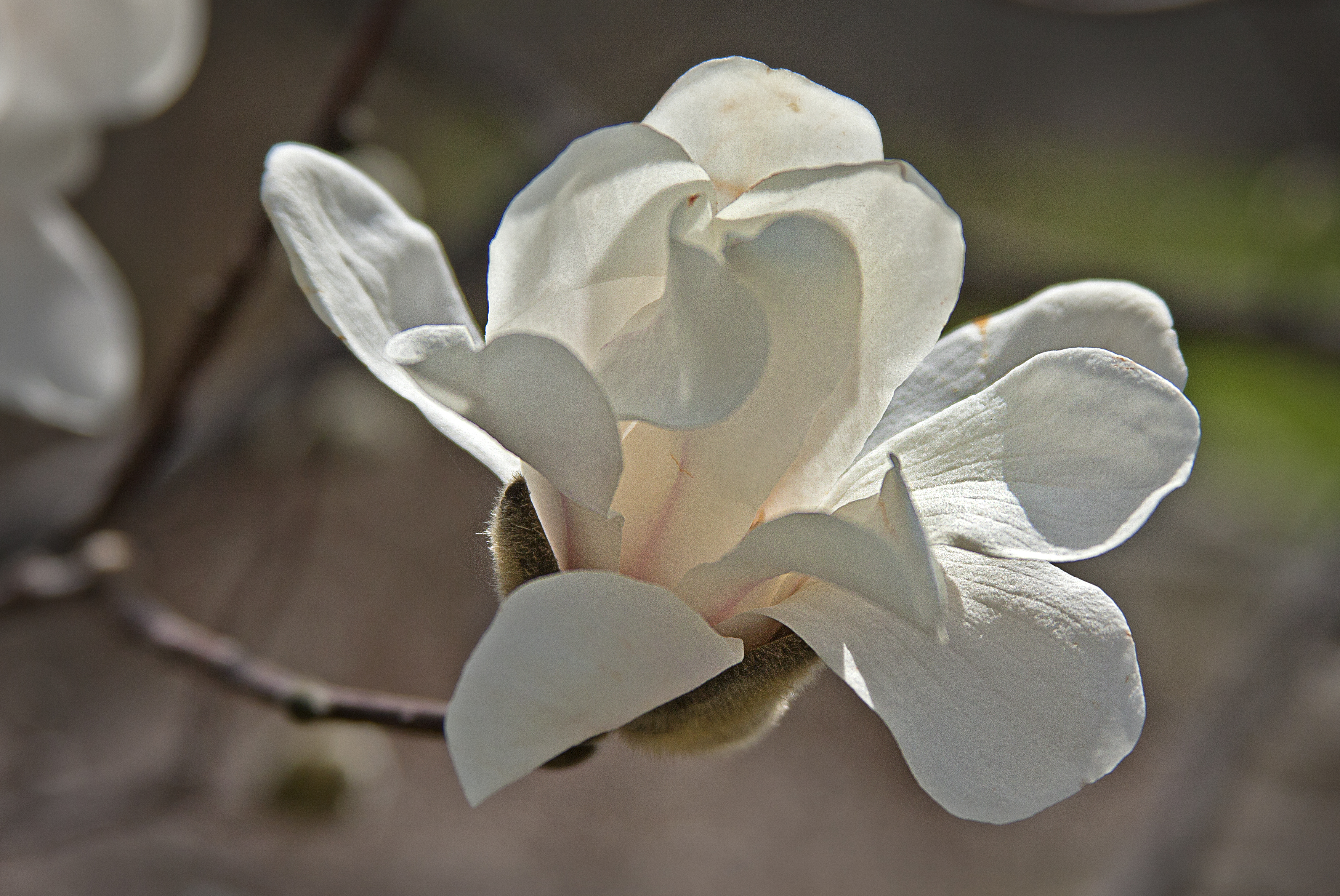
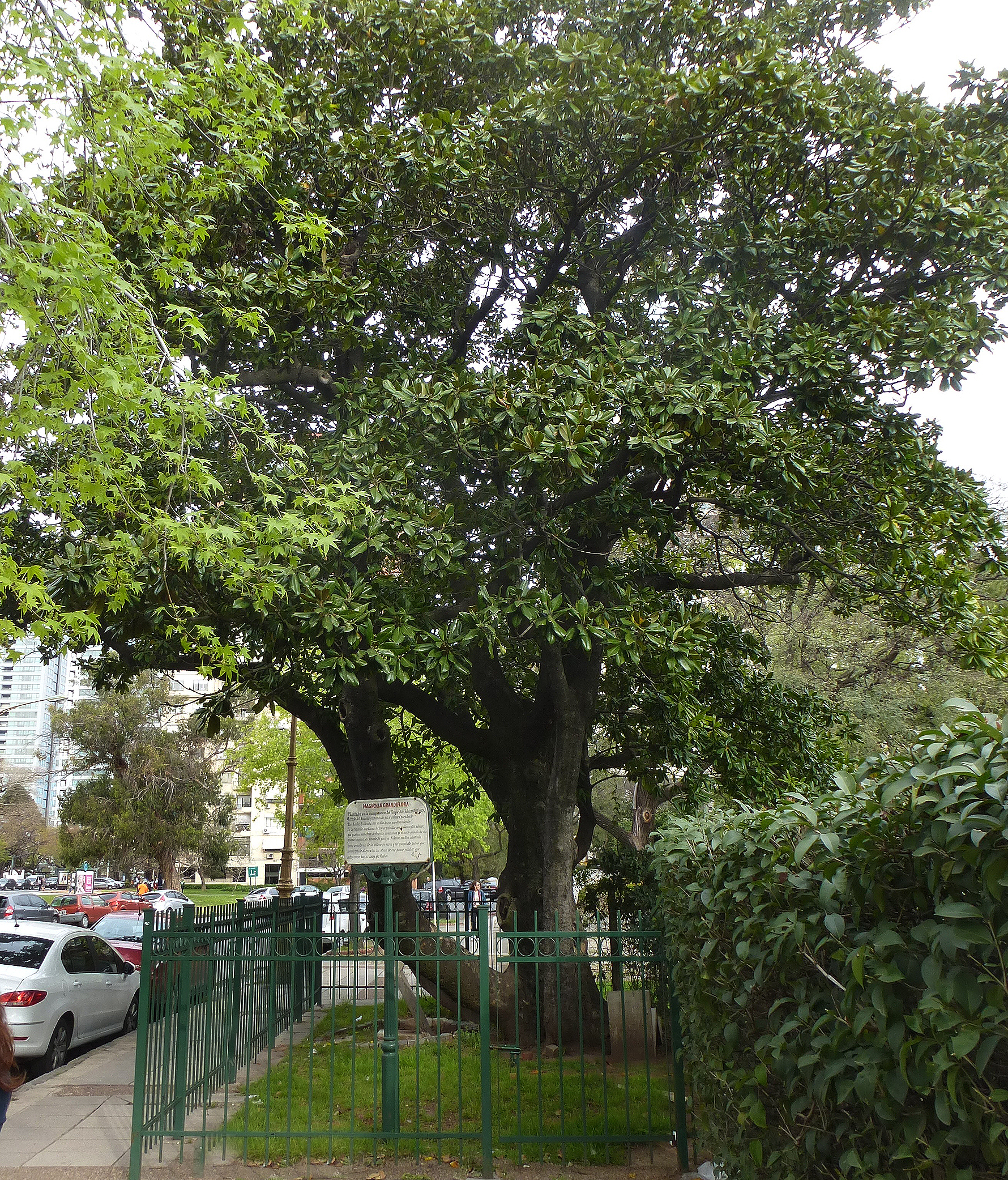
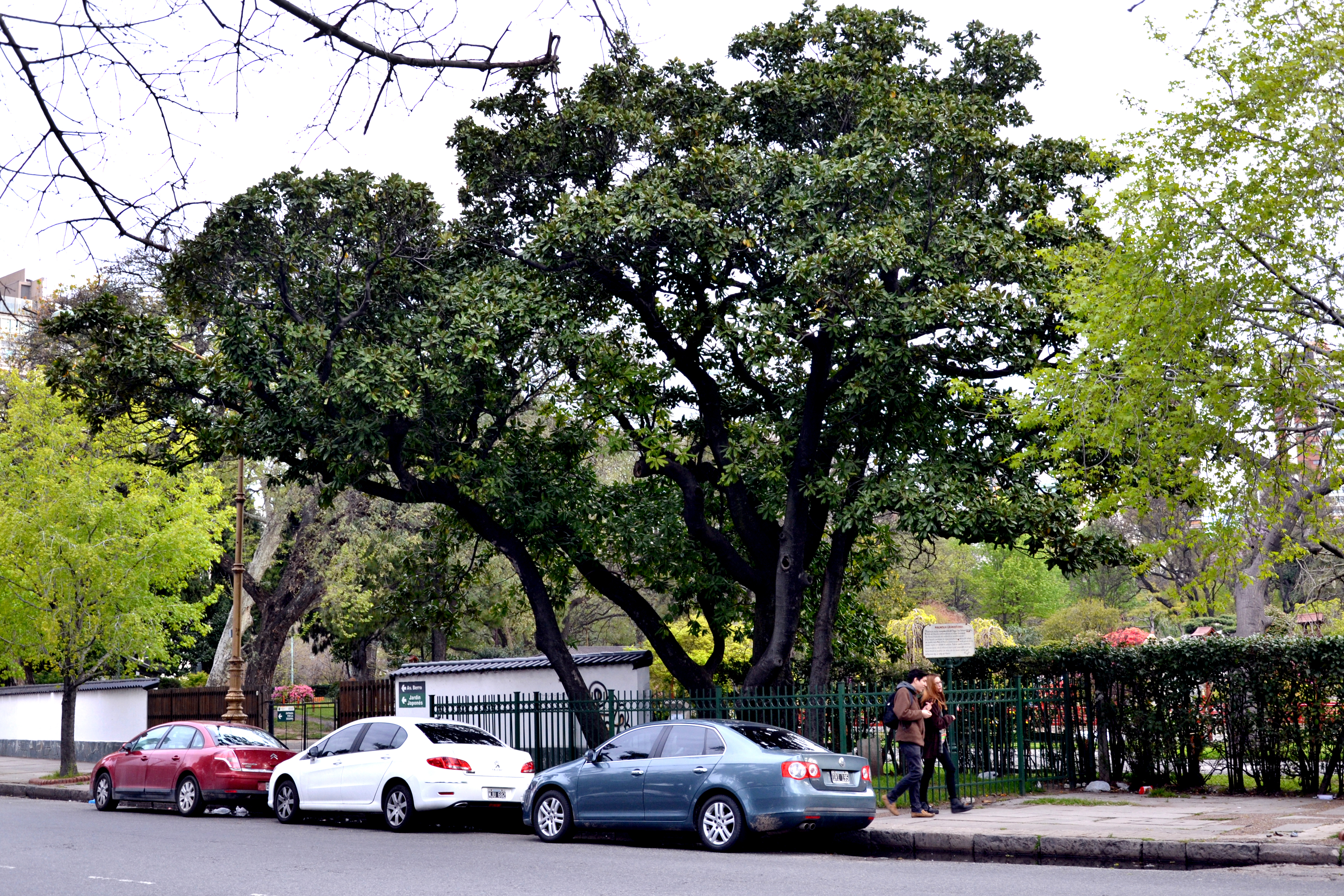